# 諾福克語
諾福克語（英語：Norfuk，但越來越常將之拼為Norfolk）是诺福克岛上在當地居民間通行的語言。這語言乃是一種混合十八世紀英語和大溪地語成份的語言，且其最早由講皮特肯語的皮特凯恩群岛島民所引介。
由於諾福克島與外界間的旅行和交流越來越頻繁之故，諾福克語越來越不被人們所使用，然而有人努力地防止這種語言消失，他們藉由教導小孩諾福克語、出版英語─諾福克語辭典、在招牌上使用此語言和將某些觀光景點改以諾福克語相對等的名稱命名(像例如將島上之雨林步道名為A Trip Ina Stik等)等做法，以增加島民對此語言的使用。
在2007年，聯合國將諾福克語加入其瀕危語言的名單中。

## 與皮特肯語(Pitkern)的關係
如上所述，諾福克語源自皮特凯恩群岛殖民者所使用的皮特肯語(Pitcairnese or Pi'kern)。然相對於皮特凯恩群岛而言，其與澳大利亞、紐西蘭等英語系國家之交流較為容易，也使其與英語的接觸，遠較皮特肯語來得多。由於與皮特凱恩群島島民的接觸存有諸多難處，故對皮特肯語和諾福克語間的互通性(mutual intelligibility)進行比較是相當困難的。

## 分類
諾福克語因其缺乏表達某些觀念之辭彙故，故有些人認為它是一種「坎特話」(cant)。又雖然諾福克島位於太平洋，許多語言學家還是將之歸類為一種「大西洋克里奧爾語」。(Atlantic Creole language)
此語言近似於皮特肯語，然除此之外，這種語言就沒有與英語或大溪地語外的近緣語言了。一般認為英語對此種語言的影響大過大溪地語，源自大溪地語的單詞一般出現於指稱禁忌物品、負面特質和指稱不想要事物的形容詞中。

## 書寫法
雖此語言主要是種口說語言且缺乏標準化的形式，然依舊有人對福克語的正字書寫法的創制做出一些嘗試。在早期有些人曾嘗試用英語拼音法來拼寫諾福克語的單詞，或者藉由附加符號來表達諾福特語的一些發音。
身兼諾福克島立法機構議員和澳洲培訓語言學家的艾麗絲‧巴菲特(Alice Buffett)，她1980年代在澳大利亞國立大學學者唐諾德‧萊寇克博士(Dr Donald Laycock)的幫助下，編纂了諾福克語的語法，並發展了一套諾福克語的正寫法，《Speak Norfuk Today》這本他們所編寫的書，在1988年出版。其所開發的正寫法獲得了諾福克島政府的支持，而這套書寫系統也開始被較為廣泛地使用。

## 單詞

### 深度
諾福克語本身缺乏描述某些概念的辭彙，這使得諾福克語難以表述這些概念，尤其科學與技術方面的事物更是如此。一些島民認為，對於新科技的事物，解決此問題的唯一方法是藉由在諾福克語中增加新辭彙，而非直接使用英語中。像例如諾福克語最近引介了「Kompyuuta」這個源自英語Computer、但已諾福克語化的詞來表達「電腦」這事物。其他語言也有類似的現象，像例如冰島語、法羅語和紐西蘭的毛利語皆為其例。

### 人稱代詞舉隅
| 英語 | 諾福克語 | 漢語釋義 |
| ---- | -------- | -------- |
| I    | ai       | 我       |
| You  | yu       | 你       |
| He   | hi       | 他       |
| She  | shi      | 她       |
| We   | wi       | 我們     |
| You  | yorlye   | 你們     |
| They | dem      | 他們     |

### 其他單詞舉隅
| 英語      | 諾福克語    | 漢語釋義 |
| --------- | ----------- | -------- |
| different | defrent     | 不同的   |
| tree      | trii        | 樹       |
| other     | taeda       | 其他的   |
| main      | mien        | 主要的   |
| page      | paij        | 頁面     |
| donation  | doenaiishun | 捐款     |
| Europe    | Urup        | 歐洲     |
| city      | citii       | 城市     |
| island    | ailen       | 島嶼     |

## 參照
1. ↑  . Ethnologue.   [2011-10-06]. （原始内容存档于2011-08-31） （英语）.
2. ↑  The Dominion Post, April 21, 2005 (page B3)
3. ↑  . Telegraph. 2005-04-19  [2025-04-08]. （原始内容存档于2006-06-16）.
4. ↑  Chris Hann & Jay De Leon for TIME Inc South Pacific. . www.time.com.   [2025-04-08]. （原始内容存档于2011-05-24）.
5. ↑  . ABC News.   [2008-02-16]. （原始内容存档于2008-04-20）.
6. ↑  Avram, Andrei A. . English Today. 2003-07, 19 (3): 44-49  [2025-04-08]. ISSN 0266-0784. doi:10.1017/S0266078403003092 （英语）.
7. 1 2  Ingram, John.  Norfolk Island-Pitcairn English (Pitkern Norfolk) （页面存档备份，存于）, University of Queensland, 2006
8. ↑  Buffett, Alice, An Encyclopædia of the Norfolk Island Language, 1999
9. ↑  Buffett, Alice, An Encyclopædia of the Norfolk Island Language, 1999, p. xvi
10. ↑  Buffett, David E., An Encyclopædia of the Norfolk Island Language, 1999, p. xii

## 外部連結
- Norfolk Government